# Terry Teruo Kawamura

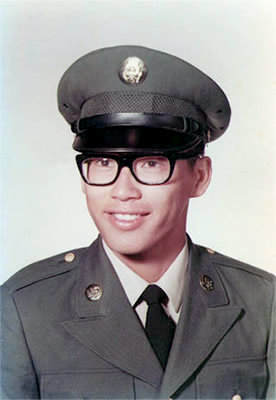
Terry Teruo Kawamura

Terry Teruo Kawamura (河村 昭男, * 10. Dezember 1949 in Wahiawā, Hawaii-Territorium; † 20. März 1969 im Camp Radcliff, Bình Định, Südvietnam) war ein Soldat der United States Army und Empfänger der Medal of Honor für seine Handlungen im Vietnamkrieg.

## Militärdienst im Vietnamkrieg und Tod
Terry Kawamura trat 1968 in Oʻahu der Armee bei und diente bis zum 20. März 1969 als Corporal in der 173. Ingenieurkompanie und in der 173. Luftlandebrigade. An diesem Tag warf sich Kawamura im Camp Radcliff in der Republik Vietnam auf eine von einem Feind geworfene Sprengladung und opferte dabei sein Leben, um die Menschen um ihn herum zu schützen. Terry Kawamura, der bei seinem Tod 19 Jahre alt war, wurde im Mililani Memorial Park in Mililani beerdigt.

## Vermächtnis
Das Tor, das den Wheeler Army Airfield mit Mililani verbindet, wurde zu Ehren von Corporal Kawamura benannt.